# Европа-парк

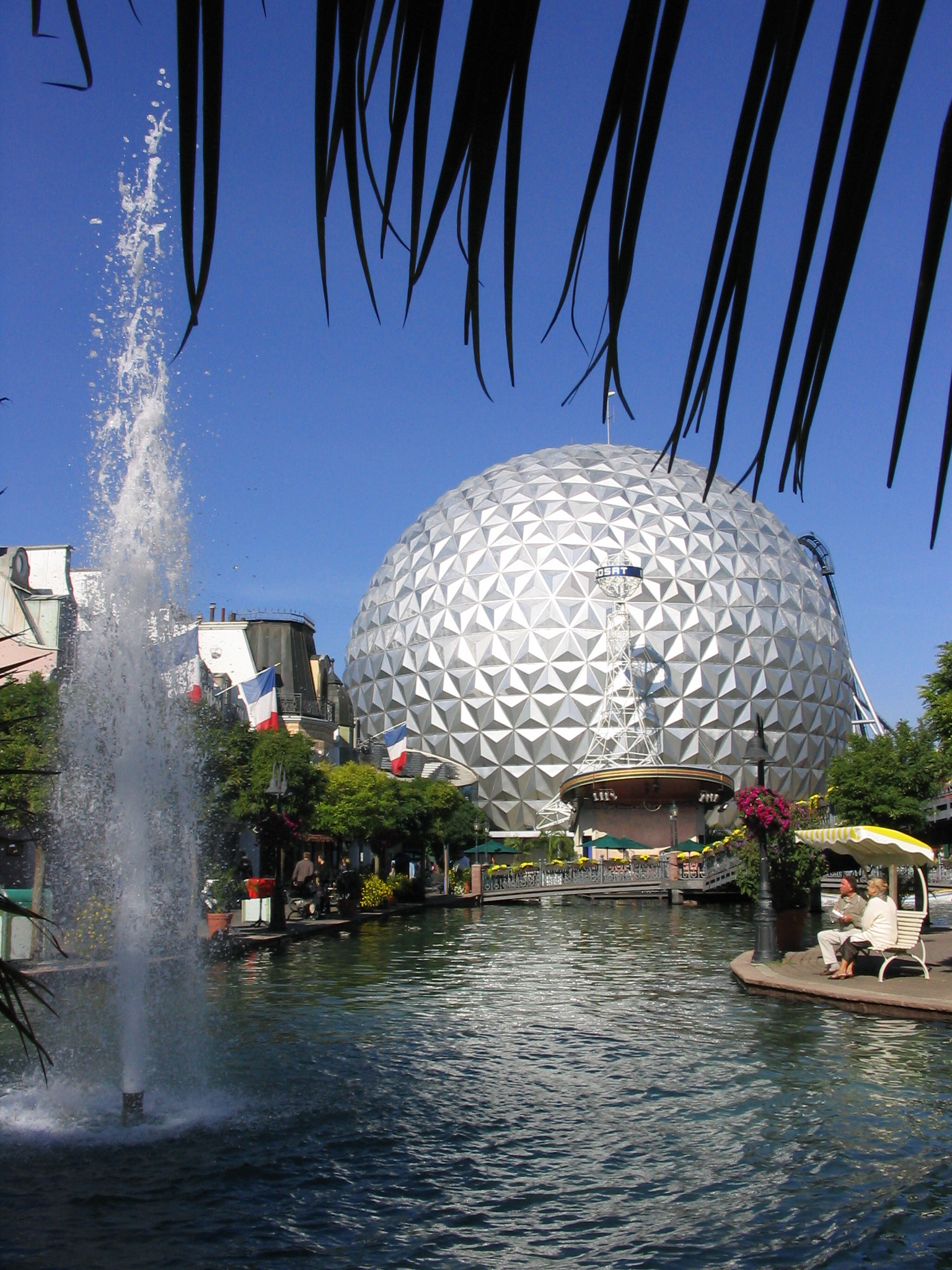
Аттракцион «Eurosat»

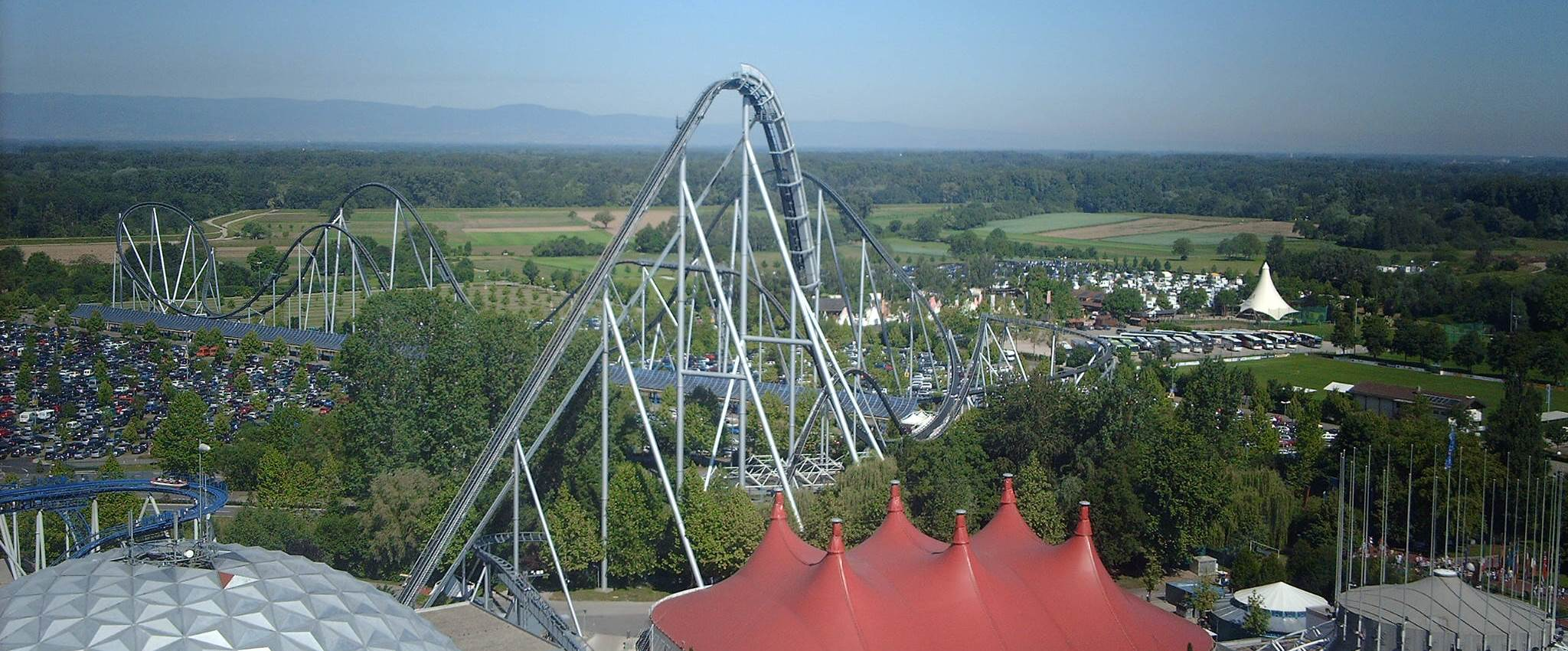
Аттракцион «Silver Star»

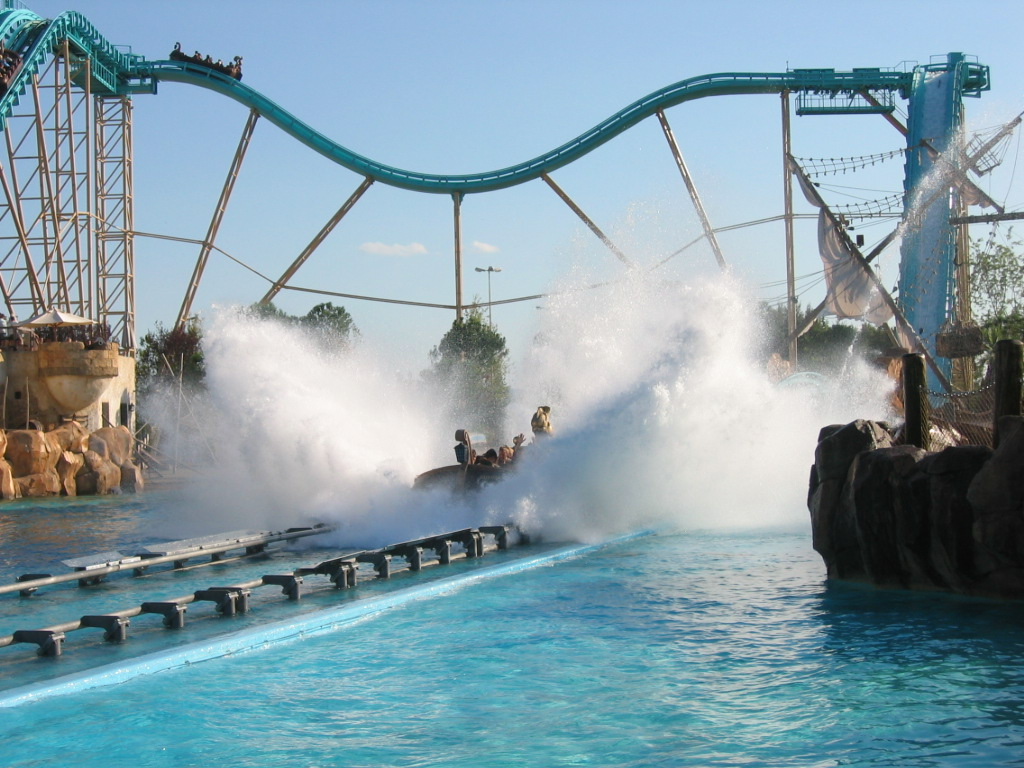
Аттракцион «Atlantica SuperSplash»

Европа-парк (нем. Europa-Park) — крупнейший парк развлечений в Германии и второй по посещаемости парк развлечений в Европе после Диснейленда в Париже. Находится в городке Руст в федеральной земле Баден-Вюртемберг на юго-западе Германии. Был открыт в 1975 году, в 2007 году его посещаемость составила 4 миллиона человек, в 2011 году — 4,5 миллиона человек.
Многочисленные аттракционы находятся в 17 тематических разделах парка, представляющих 14 государств Европы: Германию, Францию, Швейцарию, Австрию, Италию, Голландию, Хорватию, Россию, Испанию, Грецию, Португалию, Исландию, Англию и скандинавские страны и 3 тематических раздела — Зачарованный лес, Королевство минипутов и Детский мир или Земля викингов.

## Развлечения и аттракционы
«Европа Парк» разместился на площади в 90 гектаров. В арсенале парка около 100 тематических аттракционов и разнообразных шоу, в программах участвуют примерно 150 артистов из 22 стран. Всего в парке 12 «американских горок». В парке идут театрализованные представления, проводятся конференции (более 800 в прошлом году), почти каждый день снимаются телевизионные передачи (в прошлом году, например, их было свыше 200). На территории парка расположены около 50 торговых павильонов.
«Серебряная звезда» (Silver Star), высотой 73 м (примерно 3 девятиэтажных дома), спонсором которой является компания Mercedes-Benz, расположена во французской части парка, является второй по высоте самой большой американской горкой в Европе, (после «Шамбала» (Shambhala), расположенной в парке «ПортАвентура», 76 метров). Длина трассы 1620 метров, максимальная скорость 127 км/ч., максимальная нагрузка 4.0 g. На аттракцион пускают детей только с 11 лет и ростом не ниже 140 см.
Второй самый массовый аттракцион, спонсором которого является Газпром, называется «Голубое пламя» — расположен в зоне Исландия. Даже в будний день ожидание в очереди на него может превышать 60 минут. Это первые «американские горки» в парке, содержащие «мертвые петли». Высота горок 38 метров, длина трассы 1056 метров, максимальная нагрузка 3.6 g.
Ещё один аттракцион расположен в тематической зоне «Греция», это «Посейдон» с водной горкой длиной 850 метров, которая развивает скорость до 70 км/час.
В парке есть деревянные «американские горки» верховного бога германо-скандинавской мифологии Одина (Wodan Timbur Coaster), на которых поезд разгоняется до 100 км/ч. Длина трассы 1050 метров, максимальная нагрузка 3.5 g.
В «европарковской» России перед взором «странствующих» предстаёт ГУМ. Здесь же расположен главный аттракцион российской части парка — американские горки «Евромир». Трасса проложена вокруг 5 громадных зеркальных башен. Внутри самой большой из них в начале поездки совершается подъём на высоту 28 метров. При движении вниз, гондолы вращаются вокруг собственной оси. Длина трассы — 980 метров, в процессе поездки скорость достигает 100 км/ч.
Рядом с «Евромиром» расположен макет космической станции Мир с подписью её последнего командира Сергея Залётина. К макету пристыкованы несколько научных модулей и посадочный модуль, все они открыты для доступа внутрь. В русской части парка цветут подсолнухи, звонят колокола, народные умельцы лепят горшки, пишут иконы, выдувают из стекла поделки, которые продают в близлежащем магазине.
С открытием «Колизея» в программе театрализованных представлений появилось шоу «Гладиаторы идут». Представления идут на «Арене», что расположилась на испанской территории.
В 2014 году состоялось открытие нового аттракциона «Артур в королевстве минипутов», а в 2024 году открылась зона Хорватия с аттракционом «Вольтрон Невера» (Voltron Nevera).